# Tourisme en Allemagne

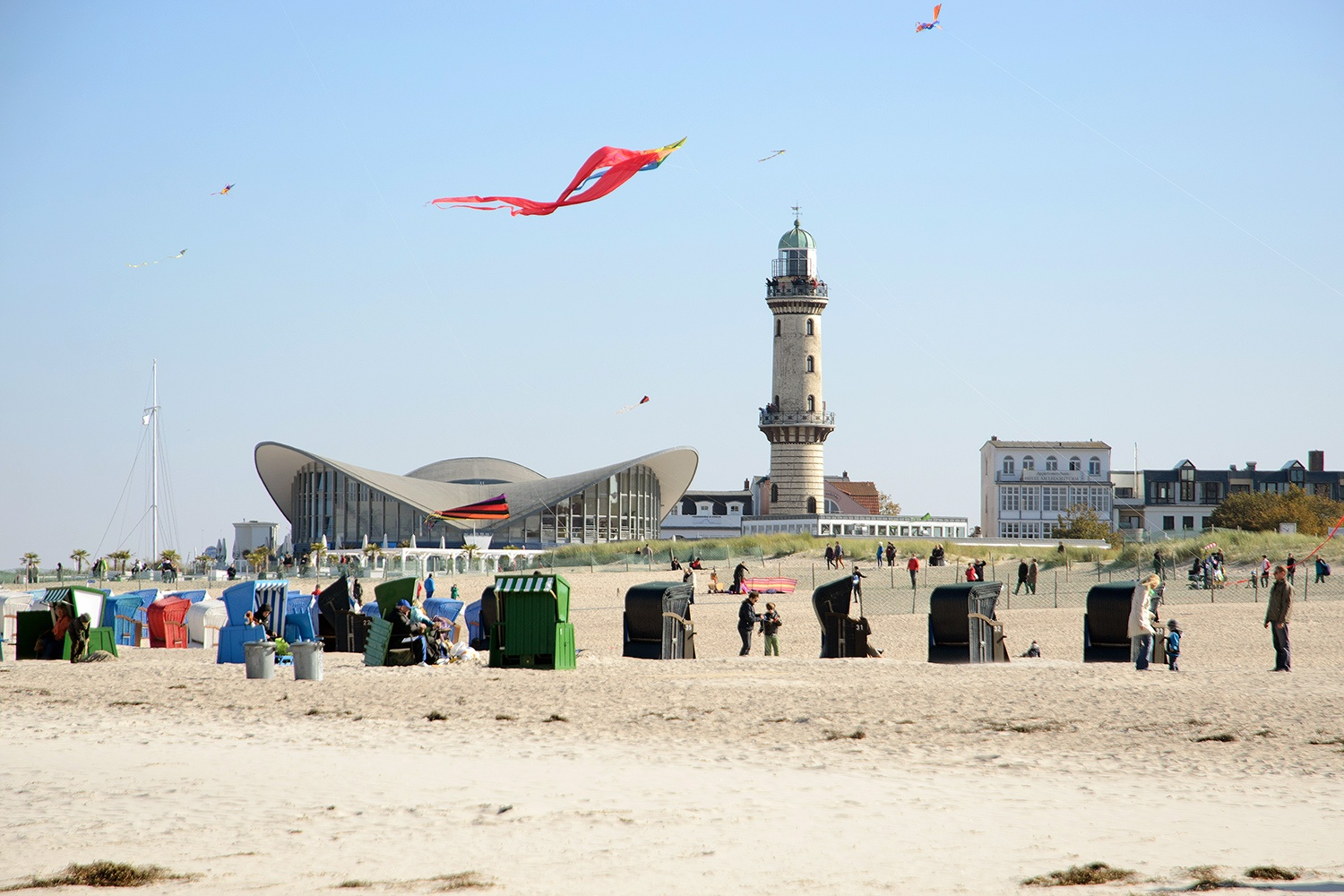
Warnemünde à Rostock sur la mer Baltique. L'une des nombreuses stations balnéaires en Allemagne.

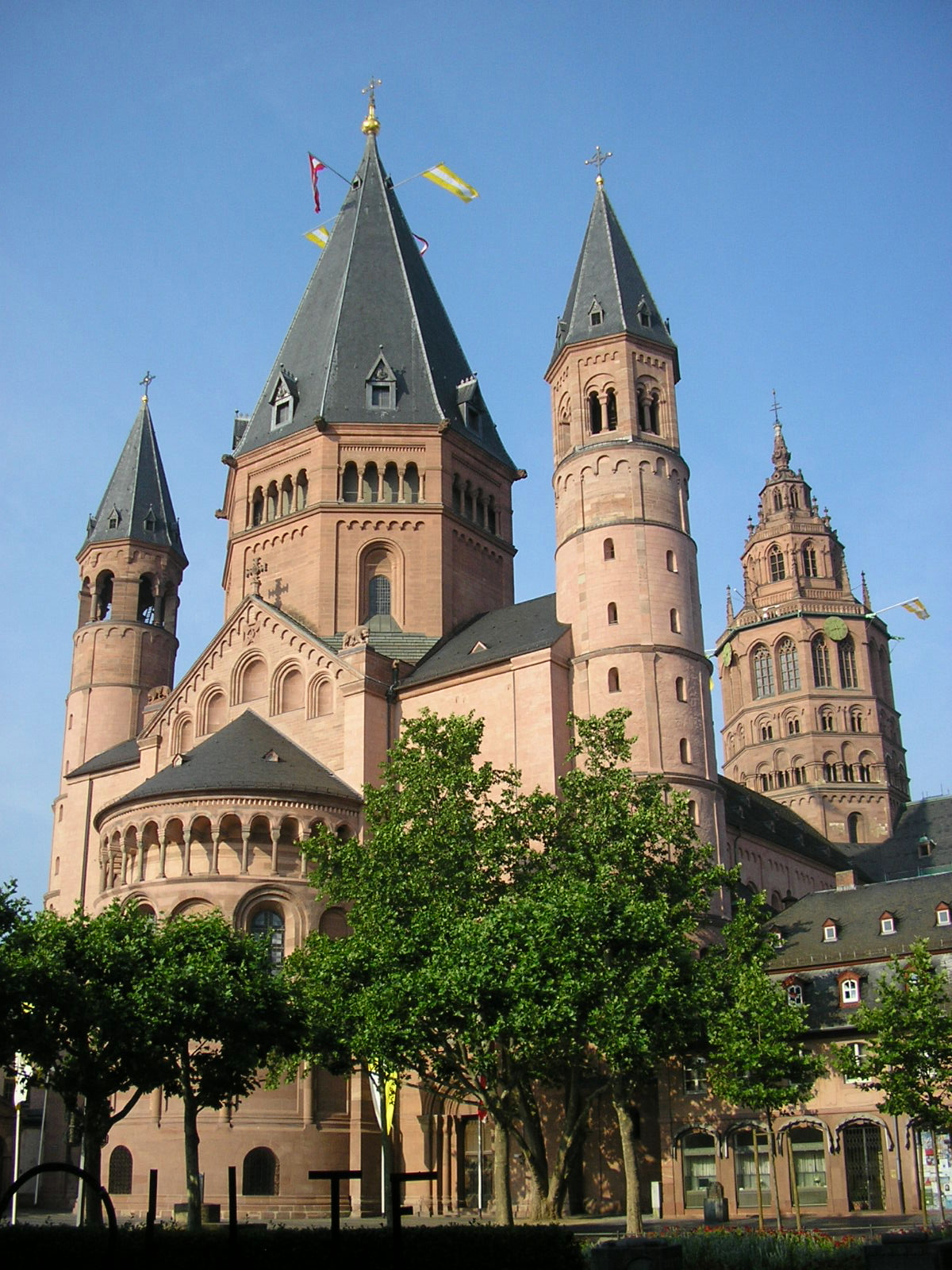
La cathédrale Saint-Martin est le monument le plus remarquable et touristique de Mayence

Le tourisme est en Allemagne un facteur économique important. Les revenus provenant de ce secteur sont d’une grande importance, notamment dans les régions peu industrialisées et situées loin des grands centres urbains : le tourisme permet de sauvegarder des emplois et ainsi de soutenir et renforcer l’économie régionale.

## Activité aux multiples facettes

### Tourisme culturel

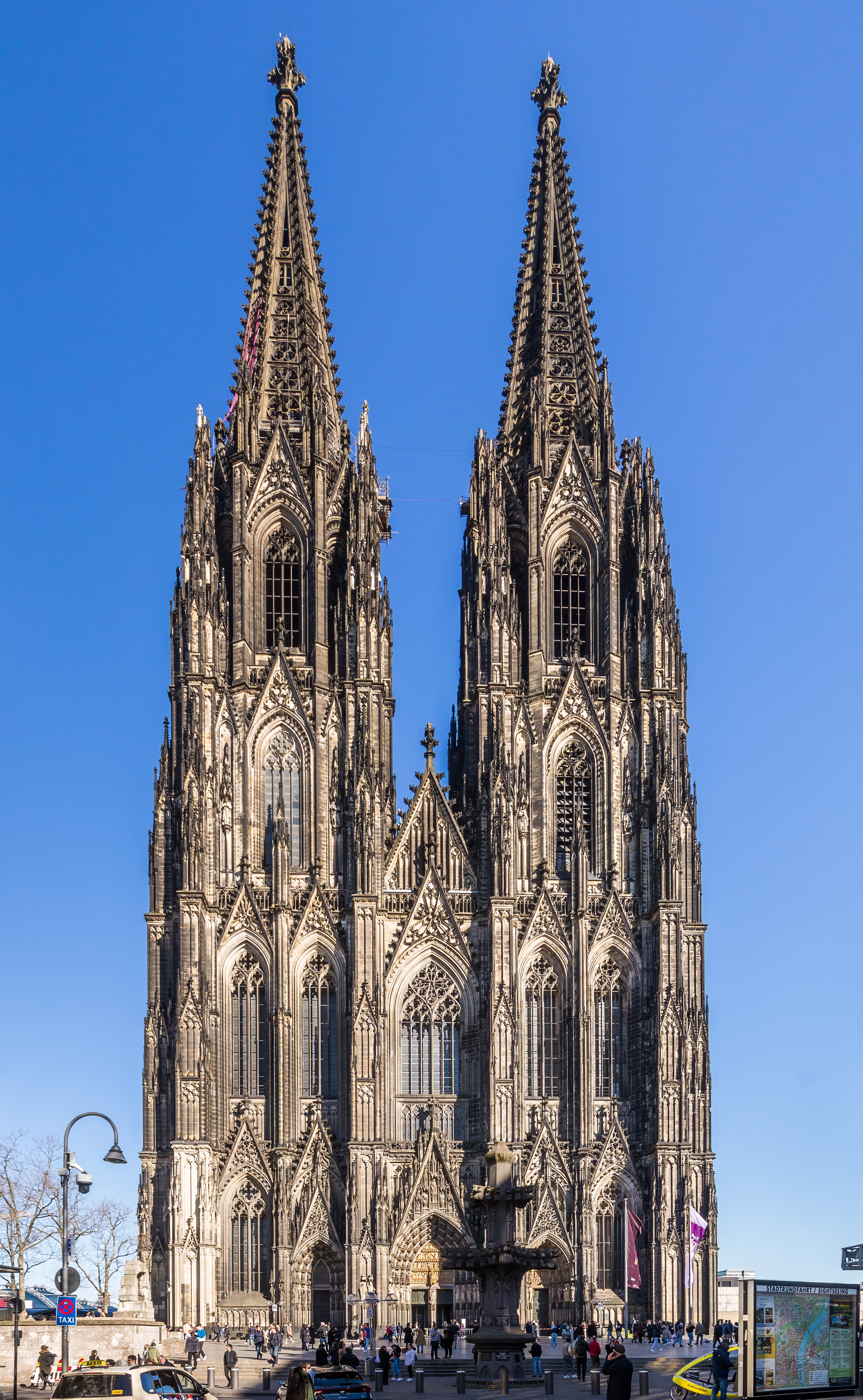
Cathédrale de Cologne

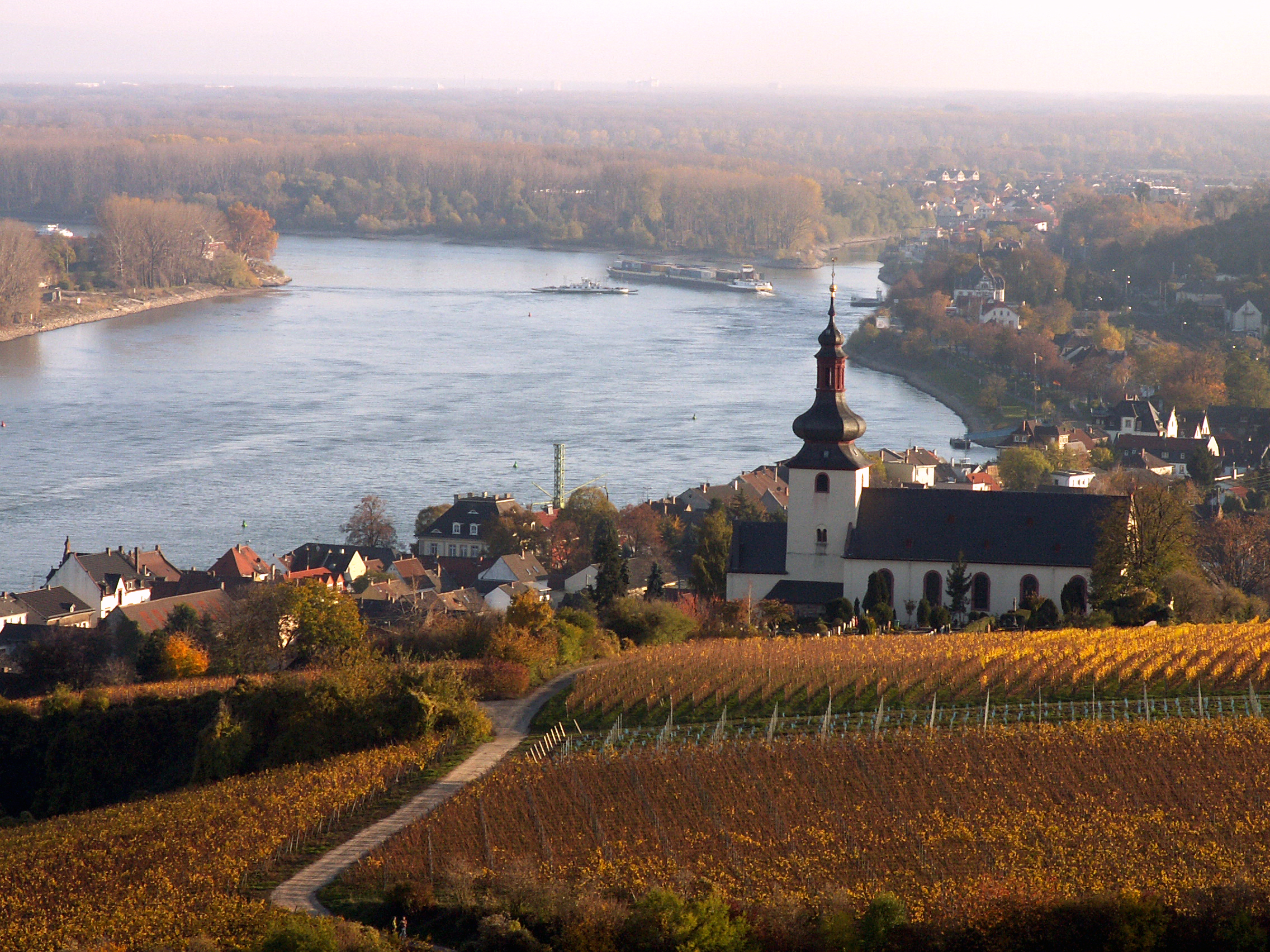
Les pistes cyclables le long du Rhin à Nierstein

L'Allemagne dispose de plusieurs monuments culturels qui attirent un grand nombre de touristes. Ce sont surtout des monuments du romantisme comme le château de Neuschwanstein et le château de Heidelberg mais aussi les villes médiévales comme le centre historique de Rüdesheim am Rhein. Selon une enquête en ligne de la Fédération du tourisme, le monument le plus connu d'Allemagne est la cathédrale de Cologne, suivi de la Frauenkirche de Dresde et de la porte de Brandebourg à Berlin.
Des concerts, des festivals et de grandes manifestations sportives attirent beaucoup de vacanciers. Pour ne citer que quelques exemples, il y a les fêtes de rues ou les marchés de Noël.
Et certaines grandes fêtes populaires – comme la fête de la bière à Munich, le Christopher Street Day à Cologne, le Carnaval des cultures à Berlin, les carnavals de Mayence et de Cologne – sont depuis longtemps des pôles d'attraction pour beaucoup de touristes.

### Tourisme des villes et d'affaires
L’Allemagne est le leader mondial du tourisme d’affaires avec une part de 11 % des voyages d’affaires internationaux. Le tourisme urbain est le tourisme le plus important pour le pays. Berlin, Munich, Hambourg, Francfort-sur-le-Main et Cologne sont les villes les plus visitées par les étrangers. La plupart des touristes étrangers en Allemagne viennent des autres pays européens, des États-Unis et d’Asie. Au niveau régional, la Bavière, la Rhénanie-Westphalie, Berlin et le Bade-Wurtemberg sont les Länder les plus visités par les étrangers. Les villes patrimoniales avec une architecture à colombage attirent nombreuses visiteurs.

### Tourisme nature
L'attrait touristique s'explique aussi par la grande diversité des paysages. Alors que les touristes étrangers sont surtout attirés par les grandes villes, les Allemands, préfèrent quant à eux la nature et les petits villages pour leurs vacances. Les côtes de la mer du Nord et de la Baltique avec les spas, la Forêt-Noire et le lac de Constance sont leurs destinations préférées.
L’Allemagne compte en effet 14 parcs nationaux, 101 parcs naturels et 15 réserves naturelles. Les parcs nationaux et naturels invitent à découvrir des espaces naturels qui comportent une grande variété de plantes et d'animaux. La région Allgäu dans le Sud de l'Allemagne est l'une des plus appréciées. Elle offre des activités de sports alpins et de sports nautiques. La région est le grand centre du sport d'hiver.
En Allemagne, il y a un réseau des chemins de randonnée qui s’étend sur plus de 190 000 kilomètres. Les cyclotouristes peuvent profiter de 50 000 kilomètres de pistes cyclables.
Avec 330 stations thermales et balnéaires allemandes, les vacances bien-être sont aussi importants. Dans le Nord, il y a des traditionnelles stations balnéaires de la mer du Nord et de la Baltique, les atouts du Sud du pays sont les sources thermales.

### Importance des différents formes du tourisme
| Placement | Forme de tourisme                  | Pourcentage |
| --------- | ---------------------------------- | ----------- |
| 1.        | Tourisme d'un jour                 | 84          |
| 2.        | Tourisme de l'art et de la culture | 79          |
| 3.        | Personnes âgées                    | 73          |
| 4.        | Histoire                           | 68          |
| 5.        | Tourisme d'affaires                | 62          |
| 6.        | Tourisme d'événements              | 37          |
| 7.        | Congres                            | 60          |
| 8.        | Tourisme cyclable                  | 55          |
| 9.        | Tourisme international             | 54          |
| 10.       | Visites des amis et des apparentés | 46          |

Le tourisme culturel et le tourisme des villes est une composante très importante pour le tourisme en Allemagne. Entre 1953 et 2005, les hébergements des visiteurs étrangers dans les grandes villes ont augmenté de 62 %. Ce sont surtout les grandes villes comme Berlin, Munich, Hambourg, Dresde, Cologne, Stuttgart ou Francfort qui attirent les visiteurs internationaux.
La fête de la bière à Munich, par exemple, compte annuellement plus de 6 millions de visiteurs.
Pour les gens étant intéressés par la culture, l'Allemagne est une destination appréciée avec des nombreuses musées, des théâtres, des comédies musicales, des concerts, etc. À l'avenir, les grandes villes se concentreront sur le tourisme d'un jour, le tourisme culturel ainsi que les congrès. Les villes qui sont plus petites, par contre, veulent se concentrer sur le tourisme du sport et de la santé.
La nouvelle tendance consiste aux décisions à court terme et aux voyages courts. Donc, ce sont les régions étant bien desservies, surtout les régions avec des offres de vols low-cost qui vont en profiter. En 2004, la plupart des touristes internationaux, qui ont visité des grandes villes, sont venus des États-Unis avec 13 %, suivi de la Grande-Bretagne avec 10 % et de l'Italie avec 8 %.
Si on compare le tourisme de la France avec celui de l'Allemagne, on peut constater qu'en 2004, 14 millions d'Allemands se sont rendus en France alors que 912 000 Français sont allés en Allemagne. Dans la même année, 20,1 millions de visiteurs étrangers ont été comptabilisés en Allemagne, contre 74 millions en France et 34 millions en Italie.

## Les disparités régionales du tourisme en Allemagne
| Land (Région)                      | Ancien Land = v, Nouveau Land = n | Nuitées en 2010 |
| ---------------------------------- | --------------------------------- | --------------- |
| Bavière                            | v                                 | 77877           |
| Bade-Wurtemberg                    | v                                 | 43515           |
| Rhénanie-du-Nord-Westphalie        | v                                 | 42110           |
| Basse-Saxe                         | v                                 | 38479           |
| Hesse                              | v                                 | 28150           |
| Mecklembourg-Poméranie-Occidentale | n                                 | 27670           |
| Schleswig-Holstein                 | v                                 | 24470           |
| Berlin                             | v et n                            | 20796           |
| Rhénanie-Palatinat                 | v                                 | 20571           |
| Saxe                               | n                                 | 16776           |
| Brandebourg                        | n                                 | 10690           |
| Thuringe                           | n                                 | 9386            |
| Hambourg                           | v                                 | 8947            |
| Saxe-Anhalt                        | n                                 | 6857            |
| Sarre                              | v                                 | 2228            |
| Brême                              | v                                 | 1813            |

Source: www.destatis.de (mai 2011)
On peut constater que l’Ouest de l’Allemagne a pu attirer 288 160 nuitées, soit 75,76 % des nuitées en Allemagne en 2010. Pour l’Allemagne de l’Est le nombre était 71 379, soit 18,77 % de toutes les nuitées en Allemagne en 2010. À Berlin il y avait 20 796 nuitées, alors 5,47 % des nuitées en Allemagne en 2010.
Comme l’Allemagne de l’Ouest couvre que 248 520 km2, soit 69,59 % de la surface de l’Allemagne, le tourisme en Allemagne de l’Ouest est surreprésenté par rapport à la taille du pays. Contrairement, en Allemagne de l’Est on a 107 712 m2 ou 30,16 % de la surface de l’Allemagne. Comme que 18,77 % des nuitées en Allemagne s’effectuent dans l’Est le tourisme est sous-représenté dans cette partie du pays.
Les différences structurelles entre le tourisme en Ouest et le tourisme en Est se sont formés pendant la séparation de l’Allemagne en RFA et RDA. Voilà une réflexion sur le tourisme en RDA.

## Le tourisme en RDA

### Introduction
Le développement du tourisme en RDA était dominé par facteurs sociopolitiques et économique.

### Répartition spatiale
Le tourisme en RDA se concentrait principalement dans trois régions touristiques :
– la côte de la mer Baltique ;
– la campagne lacs-et-forêts ;
– les monts Métallifères, la Suisse saxonne, la forêt de Thuringe et le Hartz.
De plus les visites culturelles des villes jouaient un certain rôle (p. ex. En Thuringe, Saxe et Berlin/Potsdam).

### Histoire du tourisme en RDA

#### 1945-1952: période de la réorganisation de l’économie du tourisme commercial au tourisme social de l’économie planifiée
La sécurisation des conditions de vie matérielles et la mauvaise utilisation de la capacité de récupération étaient d'abord dans le premier plan et entravé le développement du tourisme commercial. Il faudra attendre le début des années 1950 que la Libre Fédération des syndicats allemands reprenait nombreuses locations privés pris par expropriation du propriétaire (Action rose). Tourisme dirigée par l’État commençait à se développer.

#### 1952-1960: le début de la récréation socialiste
Dans cette époque le pouvoir d'État socialiste a été consolidée. La demande de récupération hausse grâce porté à un niveau de vie supérieur. La capacité n’était bientôt plus suffisante. En conséquence, la construction de locations de vacances primitives commençait.

#### 1961-1971: période de croissance
La croissance de la demande de récupération restait sans relâche pendant cette période. En raison de problèmes économiques l’élargissement la capacité d'hébergement touristique avait toujours lieu de confort bas. 

#### 1972-1980: période de consolidation
La poursuite du développement du tourisme a été désordonnée. Comme les capacités n'ont pas été suffisantes les voyages vers les pays de l'Est sont devenus plus fréquents.

#### 1980-1989: période de stagnation
L'expansion des établissements d'hébergement a été de plus en plus empêché par l’État. Par contre, petits jardins privés ont été créés.

#### "Aktion Rose": vague d'expropriation à la mer Baltique
Les logements privés et les hôtels sur la mer Baltique ont été une épine dans le pied du gouvernement est-allemand et du service de vacances FDGB. L’« Action rose » devrait changer cela. En vertu de cette action les prestataires privés ont été expropriés. 
À Berlin, on a supposé que la «aktion rose" ne pouvait pas compter sur les forces locales, ni le pouvoir judiciaire, ni la police. Comme il était prévu que l'action pourrait lancer dans la population l'incompréhension et la critique massive. Ainsi, l'action a été préparé de manière conspirative. 
Des cas judiciaires ont été construits. Il est entré à 711 contrôles, ce qui a entraîné 447 cas d'arrestations. Total de 408 personnes ont été condamnées. Les sanctions décidées par le Tribunal spécial Bützow-Dreibergen, allant de plusieurs mois en prison jusqu'à 10 ans de prison. Plus important que les peines de prison, cependant, a été le point de vue de la SED de la collection d'actifs suivants, auxquels les intéressés ont été complètement condamné.
Solde au démantèlement de la classe moyenne dans les stations de la mer Baltique
Les dirigeants est-allemands ont évalué les "Action Rose" comme un succès complet. Près de 30 millions de dollars ont été confisqués. Cela a affecté toutes les familles, même les enfants ont été réinstallés comme des «criminels économiques».
L’aktion rose formait un changement fondamental dans l’organisation du tourisme en Allemagne de l’Est. Il y avait ensuite quelques formes d’organisation qui se présentent dans la partie suivante. Il s’agit premièrement de l’État, la parti politique socialiste, les entreprises et les syndicats.

### Les formes d'organisation de vacances

#### Maisons de repos des entreprises
Les maisons de repos des entreprises ont été exploités par les entreprises, partis politiques, organisations, armées et les autorités de toutes les  échelles administratives. L'importance était de deux cinquièmes en 1989. Dans une telle location, les chambres simples et doubles avec la salle de bains étaient exceptionnelles ; les sanitaires communs et de l'équipement standard souvent plus bas des chambres était typique, cependant, en particulier pour les vacances en camping. Bungalows, caravanes et tentes ont été largement utilisés pour les vacances en entreprises. Ils étaient des établissements distincts ou partie des institutions de l’État. Par contre, le camping comme forme de vacances ne répondait pas forcément aux besoins essentiels de touristes et il n'a été accepté qu'en l'absence d'autres possibilités.

#### FDGB Feriendienst (service de vacances du syndicat libre de la République démocratique allemande)
La part du nombre total de touristes a augmenté régulièrement depuis 1947 et a supplanté la location privée par des décisions restrictives et parfois illégales. Un exemple est le cas de l'Aktion Rose. Sur la mer Baltique déjà en 1954, 60 % des touristes étaient choisies par le FDGB. Mais avec l'apparition rapide de la diversification globale des capacités de recréation des installations non planifiée des entreprises ils ont été dépassés. Seulement un peu plus de la moitié des chambres étaient dans des installations propres du FDGB, un tiers dans des locations privées liées au FDGB par contrats. L'équipement de beaucoup de maisons de vacances FDGB a été en raison de l'obsolescence insatisfaisante comme celui de nombreuses maisons de repos En 1985, moins d'un tiers des chambres sur la côte de la Baltique avait une douche ou une salle de bains comprises.

#### Campings d'État
Les campings de l'État jouaient également un rôle très important. Presque la moitié des nuits de camping se sont effectuées à la mer Baltique.

#### Résidences secondaires
L'utilisation de résidences secondaires regroupées principalement dans les domaines de loisirs s'est accru dans les années 1960 en RDA. Initialement, des chalets jusqu'à 45 m2 dominaient avant qu'au début des années 1970, la construction fut limitée. L'installation des jardins ouvriers a été renforcé. Avec une petite remise à outils on a eu un petit logement pour les week-ends. Comme la plupart des résidents recevaient de fréquentes visites et les laissaient gratuitement aux parents et amis pour un certain temps, en tant que cinquième-quart de la population participait de cette forme de récréation.

#### Tourisme vers l'étranger
Le tourisme vers la RFA n'existait pratiquement pas. Le premier pays de vacances pour la population de la RDA était la Tchécoslovaquie.

#### Changement du tourisme après 1990
Au moment de la réunification, il y avait beaucoup de travail à faire pour rendre les locations de vacance dans l’Est plus attractives et compétitives par rapport à ceux dans l’Ouest. Les études montrent que même dix ans après, la plupart des touristes des stations balnéaires en Mecklembourg-Poméranie-Occidentale viennent de l’Est. Le grand défi était ensuite d'attirer plus de touristes de l’Ouest qui restent plutôt dans l’Ouest ou partent vers l’étranger.

## Poids dans l'économie
Du fait de la séparation des deux Allemagne, il est difficile de considérer l’évolution du tourisme en Allemagne de manière globale depuis la Seconde Guerre mondiale. Malgré une forte demande, le nombre des voyages était limité en RDA. Tous ne pouvaient pas choisir eux-mêmes leur destination de vacances, les places dans les centres de vacances étant assignées d’office par les autorités de l'État. L’évolution du tourisme en Allemagne de l’Ouest a été entièrement différente: en l’espace de 40 ans, la fréquence des voyages a presque triplé. En 1954, seuls 24 % des Allemands de l’Ouest entreprenaient au moins un voyage (vacances, 4 nuitées minimum) par an; en 1992, ce chiffre s’élevait à 60 %. Le choix des moyens de transport a également évolué : alors qu’en 1953 le chemin de fer dominait, il fut remplacé dans les années qui suivirent par l’automobile. Les changements les plus remarquables concernent les destinations de vacances: alors qu’en 1954, 85 % des vacanciers ouest-allemands passaient leurs congés en RFA, en 1992, plus de la moitié a préféré se rendre à l’étranger.

### Les capacités d'hébergement
L’hébergement représente une part importante de l’offre touristique. La diversité des formes d’hébergement répond à celle de la demande. Parmi ces formes d'hébergement se trouvent les hôtels, les pensions et les meublés, qui forment l'hôtellerie « classique ». Celle-ci est complétée par les centres de vacances et de loisirs, les centres de formation, les gîtes et les auberges de jeunesse. En ce qui concerne le tourisme de cure, ce sont les maisons de repos et les centres de cure qui jouent le rôle le plus important. Les maisons et appartements de location ainsi que les villages de vacances font l’objet d’une demande croissante et sont surtout appréciés des jeunes et des familles nombreuses. Enfin, il faut aussi citer les formes d’hébergement dites non conventionnelles : les motels et les campings.
Aujourd’hui, 90 % des capacités d’hébergement de l‘Allemagne se situent dans les anciens Länder (RFA d’avant 1990). Cependant, le taux de croissance dans les nouveaux Länder (ancienne RDA) est supérieur à la moyenne nationale, ce qui laisse à penser que les capacités d’hébergement vont continuer à augmenter à l’avenir. Dans les anciens Länder, la majorité des capacités d’hébergement se situait en 1994 en Bavière, dans le Bade-Wurtemberg et en Rhénanie du Nord-Westphalie, dans les nouveaux Länder, dans le Land de Mecklembourg-Poméranie-Occidentale, en Saxe et en Thuringe. Le taux d’occupation des capacités d’hébergement est le plus élevé à Berlin, à Hambourg, dans la Hesse et dans la Sarre. La majorité (72 %) des unités d’hébergement  revient à l’hôtellerie classique et tout particulièrement aux hôtels.
Il semble qu’à l’avenir la tendance à la diversification des formes et des capacités d’hébergement doive se poursuivre. On assiste aussi bien à la construction d’hôtels de grand standing (en particulier dans les grandes villes) qu’à celle d’hôtels et de motels bon marché (notamment à proximité des autoroutes).
Dans les régions et lieux touristiques, on observe à la fois le maintien de l’offre de location de maisons et appartements et la construction de complexes touristiques. Ces formes d’hébergement offrent à leurs hôtes une grande indépendance tout en proposant des prix qui restent abordables.
Le nombre des nuitées est l’un des indicateurs principaux du rôle du tourisme. Sa forte croissance depuis les années cinquante est cependant difficile à chiffrer. Depuis la loi de 1980 sur les statistiques dans le domaine de l’hébergement et du tourisme, les hôtels et chambres d’hôtes en dessous de neuf lits ne sont plus soumis à la déclaration au registre officiel. Jusqu’en 1980, toutes les nuitées étaient enregistrées et regroupées en zones de plus de 5 000 nuitées.
En 1998, le nombre total des nuitées s’élevait à 294,5 millions (contre 287,2 millions en 1997). Parmi les anciens Länder, les plus fréquentés étaient la Bavière, le Bade-Wurtemberg, la Rhénanie du Nord-Westphalie et la Basse-Saxe. Les nouveaux Länder constituaient 16 % du total des nuitées en Allemagne, avec aux premières places la Saxe et le Land de Mecklembourg-Poméranie-Occidentale.
La fréquence touristique (nombre de nuitées pour 1 000 habitants) permet de mesurer l’importance du tourisme dans le développement d’une région ou d’une commune. Bien qu’il se situe à un niveau modeste en chiffres absolus (7 556 nuitées en 1997), le Schleswig-Holstein présente une fréquence touristique supérieure à la moyenne. Il est suivi du Land de Mecklembourg-Poméranie-Occidentale, de la Bavière, de la Rhénanie-Palatinat et de la Basse-Saxe. La durée moyenne des séjours a diminué, en partie du fait de la tendance à partir en voyage plusieurs fois dans l’année. En 1998, la durée moyenne des séjours était de 3,1 jours, celle des touristes étrangers s’élevait à 2,2 jours.

### Types de logement
Les différentes formes de tourisme se reflètent dans les divers types d’hébergement et les différents sites. Les centres de vacances ainsi que les appartements et maisons de location, formes typiques du tourisme de vacances, occupaient en 1998 la troisième place après les hôtels (37 %) et les maisons de cure (14 %). On enregistre une augmentation du nombre des nuitées dans les stations balnéaires, les stations climatiques et les centres de rééducation, dans lesquels se concentre le tourisme. Dans le domaine des séjours de cure, on observe une forte baisse depuis la réforme du système de sécurité sociale allemand.
La baisse du nombre des nuitées touche en particulier les villes de cure qui dépendent principalement des curistes pris en charge par la sécurité sociale. On constate des différences dans la durée des séjours, la plus longue durée revenant aux maisons de cures (sanatoriums) (28,5 jours). Une durée de séjour supérieure à la moyenne peut également être observée dans les maisons et appartements de location (8,8 jours), les centres de vacances (5,7 jours), les pensions (4,9 jours) et les centres de rééducation (4,5 jours). Ces données indiquent qu’il s’agit de curistes et de vacanciers. Il existe aussi un autre domaine du tourisme qui connaît depuis des années un développement rapide: le tourisme urbain.
Bien que les touristes allemands représentent la majorité des nuitées en Allemagne, l’importance des touristes étrangers (11,6 % en 1997) est cependant loin d’être négligeable. Ils représentent un pourcentage plus élevé dans les anciens Länder (12,6 %) que dans les nouveaux Länder (6,5 %). En 1997, 15,2 % des 33,4 millions de touristes étrangers venaient des Pays-Bas. Les autres principaux pays d’origine sont les États-Unis (10,9 %), la Grande-Bretagne (8,9 %), l’Italie (5,6 %), la Suisse (5,1 %), la France (4,8 %), la Belgique (4,2 %), l’Autriche (4,1 %) et le Japon (4 %). Parmi les visiteurs étrangers se trouvent de nombreux hommes et femmes d’affaires ainsi que des touristes venus visiter des sites pittoresques. Le tourisme urbain attire les touristes étrangers à Munich (1,4 million en 1997), Francfort-sur-le-Main (1,1 million), Berlin (0,9 million), Cologne (0,5 million), Hambourg (0,5 million), Düsseldorf (0,4 million) et Heidelberg (0,2 million).
Malgré l’environnement économique défavorable (chiffre du chômage élevé, crainte de perte d’emploi et demande intérieure faible) et les problèmes géopolitiques, l’économie du tourisme connaît un redémarrage d’activité et compte ainsi parmi les rares facteurs de la croissance allemande. En 2004, l’Allemagne a accueilli 116 millions de touristes qui ont passé 339 millions de nuitées, soit une hausse respective de 3,4 % et 0,1 % par rapport à 2003. La croissance du tourisme allemand est principalement tirée par les séjours de touristes étrangers dont le nombre a atteint 20,1 millions, soit une augmentation de 9,5 % pour 2004. Au cours de cette période, le nombre de nuitées des étrangers a progressé de 8,8 % atteignant pour la première fois 45 millions. Le nombre d’Allemands séjournant dans leur propre pays a cru de 2 % tandis que leurs nuitées ont reculé de 1,1 %. En 2004, le secteur du tourisme a généré un chiffre d’affaires global de 185 milliards d’euros et a employé 4,1 millions de personnes. Le secteur de l’hébergement profite également des bonnes performances du tourisme et a réussi en 2004 à stabiliser ses résultats, avec un chiffre d’affaires de 18,4 milliards d’euros (+0,9 %).
Les principaux tours-opérateurs allemands :
Les trois leaders du marché (TUI, Thomas Cook et Rewe Touristik), qui totalisent 67,3 % des parts de marché, ont vu leur chiffre d’affaires croître en moyenne de presque 4 %. TUI et Thomas Cook ont perdu des parts de marché (-0,4 et -0,5 %) tandis que Rewe Touristik en a gagné (+0,4 %). En outre, Ölger Gruppe, le spécialiste de la Turquie, profite du boom de la demande à destination des côtes turques et améliore sa position à la 5e place du classement (+6,1 % de chiffre d’affaires et +8,5 % de clients).
Par ailleurs, les tours-opérateurs de taille moyenne spécialisés ont conclu la saison 2003/2004 sur de meilleurs résultats que les grands groupes généralistes. Si l’on ne tient pas compte des cinq premiers tours-opérateurs, les voyagistes allemands ont connu une progression de 8,7 % de leur chiffre d’affaires et de 4,7 % des touristes clients.

### Les moyens de transport
Les compagnies aériennes comptent incontestablement parmi les grands gagnants. Le nombre de passagers voyageant d’un aéroport allemand vers une destination étrangère s’est élevé à 57,3 millions en 2004, soit une progression de 11 %. Cette croissance s’explique avant tout par la hausse du trafic intercontinental (États-Unis, Asie).
Les compagnies proposant des vols à bas prix « low costs » connaissent depuis deux ans un très fort développement : la part des Allemands de plus de 14 ans voyageant par ces vols est passée de 3,4 % en 2002 à 10 % en 2004.
Cette tendance devrait se confirmer puisqu'un quart des Allemands envisage de voyager avec une compagnie « low costs » au cours des trois prochaines années. Ce phénomène explique en grande partie la renaissance des voyages organisés à l’étranger.
L’industrie touristique voit également un changement de tendance en ce qui concerne le transport en train. Le nombre de kilomètres parcourus, le chiffre d’affaires ainsi que le taux d’occupation augmentent nettement. Les trains à grande vitesse permettent aux rails de gagner des passagers au détriment de la route.
Les tendances
Recherchant avant tout à augmenter leurs bénéfices, les TO ont misé sur une stratégie de réservations faites longtemps à l’avance en accordant des offres promotionnelles et ont par conséquent restreint les offres de dernière minute (recul jusqu’à 10 points) qui impliquaient des baisses de prix trop importantes.

### La demande touristique: un niveau stable et élevé
Les Allemands continuent à accorder une place importante aux voyages et ne souhaitent pas y renoncer. 48,1 millions d’Allemands ont, en 2004, entrepris au moins un voyage de plus de 5 jours, soit 74,4 % de la population.
Avec 65,4 millions, le nombre de voyages d’une durée de 5 jours et plus (Allemands de plus de 14 ans) enregistre toutefois un recul de 0,8 % par rapport à 2003. Si le nombre de personnes voyageant a reculé de presque 1,4 million, la fréquence de voyages est sur une pente ascendante : 1,36 voyage par personne, ce qui constitue le niveau record des dix dernières années.

### Les voyages d'affaires
En 2004, les Allemands ont entrepris 32,9 millions de voyages d’affaires d’une nuitée ou plus sur le territoire national ou à l’étranger, soit une hausse de 6 %.
En tant que destination d’accueil, l’Allemagne occupe la première place du classement mondial pour l’organisation de salons et foires. Ainsi en 2004, 153 salons et foires à caractère international se sont tenus, accueillant 165 000 exposants dont 87 000 étrangers et 9,7 millions de visiteurs dont 1,9 million d’étrangers (2003). En ce qui concerne le marché des congrès et des séminaires, 1,3 million de manifestations ont été organisées en 2004 auxquelles 69 millions de participants dont 9,7 millions d’étrangers ont pris part.
Les principales destinations touristiques des Allemands
Avec une part de marché de 31 %, l’Allemagne demeure la principale destination touristique des Allemands. Ainsi en 2004, ces derniers ont entrepris 20,1 millions de voyages (5 jours et plus) sur le territoire national.
Les Allemands passent toutefois de plus en plus leurs vacances à l’étranger où ils ont effectué plus de 45 millions de séjours touristiques en 2004 (niveau record). Les tendances de ces dernières années se confirment : leur région préférée, le bassin méditerranéen d’Europe stagne à 26 % tandis que les pays hors-Europe du bassin méditerranéen, la Turquie en particulier, les accueillent de plus en plus nombreux. En Europe, les destinations traditionnelles de l’Ouest sont de moins en moins choisies au profit des pays de l'Est. Les destinations lointaines ont quant à elles réussi, pour la première fois depuis 2000, à attirer plus de touristes allemands.